# L’Échiquier
L'Échiquier – belgijskie czasopismo szachowe wydawane od roku 1925 do lutego 1939 pod redakcją Edmonda Lancela. 